# 戈洛季夫希納
50°23′31″N 32°56′7″E / 50.39194°N 32.93528°E
戈洛季夫希納（烏克蘭語：Голотівщина），是烏克蘭中部的村莊，隸屬波爾塔瓦州的盧布尼區。該村分別距離奧斯尼亞格2公里和比洛烏西夫卡2.5公里，海拔高度161米，2001年人口44。